# Sphaerostephanos acrostichoides
Sphaerostephanos acrostichoides là một loài dương xỉ trong họ Thelypteridaceae. Loài này được Holttum mô tả khoa học đầu tiên năm 1982.
Danh pháp khoa học của loài này chưa được làm sáng tỏ. 